# Chiesa dei Santi Pietro e Paolo (Castelleone di Suasa)
La chiesa dei Santi Pietro e Paolo è la parrocchiale di Castelleone di Suasa, in provincia di Ancona e diocesi di Senigallia; fa parte della vicaria di Mondolfo-Corinaldo.

## Storia
L'originario luogo di culto castelleonese, dedicato a san Pietro e dipendente dall'abbazia di San Lorenzo in Campo, fu edificato all'interno della rocca in epoca medievale; le più antiche testimonianze della sua esistenza risalgono alla fine del XIV secolo.
Nella seconda metà del XVI secolo, durante l'episcopato di Urbano Vigerio Della Rovere, l'abate di San Lorenzo Giuliano Della Rovere e suo fratello, il marchese Ippolito, si adoperarono affinché la cappella fosse elevata a sede parrocchiale autonoma, anche se sotto enfiteusi dell'abbazia di San Lorenzo; a causa, però, dell'inadeguatezza della piccola chiesetta medievale, essi donarono alla comunità un edificio in precedenza adibito probabilmente a caserma per soldati, che fu abbattuto per consentire la costruzione di un nuovo tempio rinascimentale; negli anni seguenti la chiesa, sviluppata su un impianto a navata unica, fu intitolata anche a san Paolo e fu arricchita di un campanile, eretto sulla destra del presbiterio. Tuttavia, il nuovo edificio si rivelò ben presto troppo ridotto per contenere tutti i fedeli, perciò la confraternita del Santissimo Sacramento sovvenzionò la costruzione della navatella destra, terminata entro il 1600.
Tra il 1829 e il 1856 la chiesa subì numerose trasformazioni per volere del parroco Gaetano Paggi, che fece abbattere e ricostruire la facciata, fece realizzare la cantoria sulla controfacciata, fece sopraelevare la copertura della navata principale, fece risistemare l'abside, fece decorare gli interni e fece demolire e riedificare accanto alla canonica la torre campanaria.
Nel 1916 il parroco Vincenzo Renzi fece edificare sulla sinistra della navata principale tre cappelle, intitolate all'Addolorata, a san Giuseppe e a san Pietro martire; inoltre, nel 1927 fece rifare il tetto e la pavimentazione interna.
Nel corso della seconda guerra mondiale la chiesa fu colpita dai bombardamenti, che causarono il crollo del tetto e di parte della facciata, nonché pesanti danneggiamenti al campanile e la perdita di varie opere all'interno. Al termine del conflitto, il parroco Sante Rossetti, in occasione della ricostruzione dell'edificio, apportò pesanti modifiche, con la demolizione della torre campanaria e di tutte le parti deteriorate, la trasformazione delle cappelle di sinistra nella terza navata per simmetria con la navatella destra, l'allungamento dell'abside, la realizzazione di due cappelle absidate al termine delle navatelle, il rifacimento della pavimentazione, la ricostruzione del tetto, delle volte e della facciata in forme neoromaniche, l'erezione di un nuovo campanile sulla sinistra del presbiterio, la decorazione del catino absidale a opera di Marcantonio e Tarcisio Bedini, l'aggiunta dell'organo e di nuovi altari e l'adeguamento liturgico post-conciliare; i complessi lavori furono terminati solo nel 1975, ma, a causa di alcuni danni provocati dall'umidità, tra il 1982 e il 1983 il nuovo parroco Umberto Gasparini fece ripavimentare la zona absidale, fece rivestire in marmo i basamenti delle colonne, fece sistemare gli impianti e fece ritinteggiare gli interni. Al termine di tutte le opere, il 18 settembre 1983 la chiesa fu solennemente consacrata dal vescovo di Senigallia Odo Fusi Pecci.

## Descrizione

### Facciata
La facciata della chiesa, rivolta a nordovest e in mattoni a faccia vista, si compone di tre corpi, abbelliti da archetti pensili sotto gli spioventi del tetto: la parte centrale presenta il portale maggiore e il rosone, mentre le due ali laterali, di dimensioni più contenute, sono caratterizzate dagli ingressi secondari e da oculi.
Annesso alla parrocchiale è il campanile a base quadrato, la cui cella presenta su ogni lato una monofora ed è coronata dalla guglia piramidale.

### Interno
L'interno dell'edificio è suddiviso da pilastri sorreggenti archi a tutto sesto sopra i quali corre il cornicione in tre navate, di cui la centrale coperta da volta a botte e e laterali voltate a crociera; al termine dell'aula si sviluppa il presbiterio, rialzato di alcuni gradini e chiuso dall'abside di forma semicircolare.
Qui sono conservate diverse opere di pregio, tra le quali spicca il mosaico raffigurante Cristo Re attorniato dai Santi Pietro e Paolo, realizzato nel 1952 dal Bedini.